# ژین ژین
ژین ژین (به انگلیسی: Xin Xin) (زادهٔ ۶ نوامبر ۱۹۹۶) شناگر اهل چین است.